# Медресе Кази-Калян
Медресе Кази-Калян (узб. Qozikalon madrasasi) — архитектурный памятник, здание медресе в историческом центре Хивы (Узбекистан), воздвигнутое в 1905 году при правлении узбекского правителя Мухаммада Рахим-хана II на средства главного судьи (кази-калян) Хорезма Мухаммада Салима Ахунда. Расположено перед северо-западным углом мечети Джума.
Сын основателя медресе Бабаахун Салимов был первым назиром (министром) юстиции Хорезмской народной советской республики.
В настоящее время является объектом культурного наследия Узбекистана. Это также, объект туристического сервиса и показа, где расположен музей истории «Музыкального искусства Хорезма». В экспозиции выставлены предметы отражающие историю развития музыки в Хорезме с древнейших времен  до наших дней.
В строительстве медресе, принимали участие известные хорезмские мастера Худайберген хаджи, Каландар Кочум, Матчан Кулимов, Багбек Абдурахманов, Ваис кулял и другие.
Медресе Кази-Калян входит в состав памятников музея-заповедника Ичан-Кала и расположено между Джума мечетью и медресе Матнияза диванбеги. Оно построено главным кадием Хорезма (Кази-калян) Мухаммад Салихом Ахундом в 1905 году. Медресе прямоугольное в плане, фасад оформлен порталом-пештаком. За пардными воротами расположен трёх-купольный вестибюль (миансарай). Основные помещения, учебная аудитория (дарсхана) и зимняя мечеть перекрыта куполом. Внутренний двор прямоугольный. Пилоны портала флакированы полуколоннами, которые покрыты зелёной и голубой майоликой. По периметру дворика находятся одно- или двухкомнатные худжры, перекрытые сводами особой конструкции, называемой балхи. С юга к медресе пристроены дополнительные служебные помещения.
Общая площадь здания 32,5х23,4 метров, площадь внутреннего двора 16,6х9,8 метров. Общее количество худжр 15 единиц.